# Cicloalceno
Os ciclenos ou cicloalcenos são hidrocarbonetos cíclicos com uma ligação dupla endocíclica (ou seja, na cadeia cíclica). Sua fórmula geral é CnH2n-2, a mesma dos alcinos.
Os hidrocarbonetos cíclicos com mais de uma ligação dupla são chamados de cicloalcadienos, cicloalcatrienos, etc; o termo geral que engloba todos estes compostos é olefinas cíclicas.
Para escrever a sua estrutura, basta unir os átomos de carbono em ciclo, acrescentando uma ligação dupla e completando as valências de cada carbono com átomos de hidrogênio.

## Nomenclatura segundo a IUPAC
- Recebem o nome do alceno correspondente, colocando na frente o prefixo "ciclo".

Ciclopropeno
Ciclobuteno
Ciclopenteno
Ciclohexeno

- Havendo ramificação, a numeração do ciclo inicia-se em um dos carbonos da dupla, passando imediatamente pelo outro carbono da dupla. Isso deve ser feito a fornecer o menor número à ramificação.

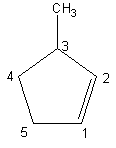
3-metil ciclopent-1-eno

Obs de edição, se poem o 1 para indicar onde fica a dupla ligação.

## Propriedades físicas
Suas propriedades físicas seguem as mesmas características descritas para os alcenos:
- Solubilidade: são quase que totalmente insolúveis em água devido a sua baixa polaridade e a sua incapacidade de formar interações por pontes de hidrogênio.

- Ponto de ebulição: o ponto de ebulição dos ciclenos é maior que dos alcenos, devido ao maior tamanho da cadeia.

- Estabilidade: quanto maior for o número de grupos alquila ligados aos carbonos da dupla ligação (quanto mais substituído estiverem os carbonos da dupla), maior será a estabilidade do alceno.